# 19148 Alaska
19148 Alaska è un asteroide della fascia principale. Scoperto nel 1989, presenta un'orbita caratterizzata da un semiasse maggiore pari a 3,1254648 UA e da un'eccentricità di 0,1381518, inclinata di 19,67489° rispetto all'eclittica.